# Lê Văn Phước (thẩm phán)
Lê Văn Phước (sinh năm 1958) là thẩm phán người Việt Nam. Ông từng là Chánh án Tòa án nhân dân tỉnh Phú Yên (2010-2018).

## Năm sinh thật
Lê Văn Phước khai sinh tháng 12 năm 1958, tuy nhiên năm sinh thật của ông là 1953. Ông giải thích lí do là do nhà ông nghèo, từ nhỏ ông làm thuê làm mướn, đến lúc nhập học thì quá tuổi nên cha mẹ ông khai giảm tuổi để được đi học.

## Sự nghiệp
Sáng ngày 4 tháng 2 năm 2010, Tòa án nhân dân tối cao Việt Nam công bố quyết định bổ nhiệm Lê Văn Phước, Thẩm phán, Phó Chánh án Tòa án nhân dân tỉnh Phú Yên giữ chức vụ Chánh án Tòa án nhân dân tỉnh Phú Yên thời hạn 5 năm.
Ngày 1 tháng 12 năm 2017, khi đương chức Chánh án Tòa án nhân dân tỉnh Phú Yên, ông viết đơn xin nghỉ việc dù chưa đến tuổi hưu, với lí do để chữa bệnh.
Ngày 9 tháng 1 năm 2018, Tòa án nhân dân tối cao Việt Nam đã công bố quyết định cho Lê Văn Phước thôi chức Chánh án Tòa án nhân dân tỉnh Phú Yên để chờ nghỉ hưu, thay thế ông là Phạm Tấn Hoàng.
Ngày 15 tháng 9 năm 2018, Cơ quan Cảnh sát điều tra Công an tỉnh Phú Yên ra quyết định khởi tố, bắt tạm giam, và khám xét chỗ ở của Lê Văn Phước với tội tham ô tài sản.
Ông Lê Văn Phước đã bị Tòa án nhân dân cấp cao tại Đà Nẵng xử phạt 12 năm 6 tháng tù về tội "Tham ô tài sản". Ngày 7 tháng 4 năm 2021, Ban Bí thư đã thi hành kỷ luật bằng hình thức Khai trừ ra khỏi Đảng đối với Lê Văn Phước.